# Fascellina celata
Fascellina celata är en fjärilsart som beskrevs av Walker 1866. Fascellina celata ingår i släktet Fascellina och familjen mätare. Inga underarter finns listade i Catalogue of Life.